# Охотники за головами (книга)
«Охотники за головами» (норв. Hodejegerne) — криминальный детективный роман 2008 года норвежского писателя Ю Несбё. Первый криминальный роман, не входящий ни в одну серию.

## Сюжет
Роджер Браун — блестящий «охотник за головами», незаменимый специалист по подбору топ-менеджеров для крупнейших норвежских фирм. Чтобы удержать красавицу-жену, Роджер давно уже живет не по средствам и, пользуясь своим служебным положением, крадет дорогие картины у кандидатов на руководящие должности.
Однажды он встречает голландца Класа Граафа — идеального кандидата и одновременно владельца картины Рубенса, которая поможет Роджеру решить все семейные и финансовые проблемы. Но внезапно «охотник за головами» сам превращается в добычу…

## Экранизация
В 2011 году по произведению создан фильм «Охотники за головами» в жанре норвежский криминальный триллер с элементами чёрного юмора. Режиссёром фильма стал Мортен Тильдум. Главные роли исполнили Аксель Хенни и Николай Костер-Вальдау.

## Премии и номинации
- 2008 — Премия Норвежского книжного клуба (лучший роман года) Норвегия[3]